# Mansoa glaziovii
Mansoa glaziovii là một loài thực vật có hoa trong họ Chùm ớt. Loài này được Bureau & K.Schum. mô tả khoa học đầu tiên năm 1896.